# Eilema elongata
Eilema elongata är en fjärilsart som beskrevs av Rothschild 1912. Eilema elongata ingår i släktet Eilema och familjen björnspinnare. Inga underarter finns listade i Catalogue of Life.